# Ibn Isfandiyar
Bahà-ad-Din Muhàmmad ibn Hàssan ibn Isfandiyar (persa: بهاءالدین محمد بن حسن بن اسفندیار; àrab: بهاء الدین محمد بن حسن بن اسفندیار, Bahāʾ ad-Dīn Muḥammad b. Ḥasan b. Isfandiyār), més conegut senzillament com a Ibn Isfandiyar, fou un historiador persa del segle xi i començament del segle xii.
La seva obra principal és Tarikh-i Tabaristan (Historia del Tabaristan) escrita abans del 1210. Un anònim hi va afegir la continuació entre la caiguda dels bawàndides després del 1210 i el 1349.